# Woodmoor
Woodmoor és una concentració de població designada pel cens dels Estats Units a l'estat de Colorado. Segons el cens del 2000 tenia 7.177 habitants.

## Demografia
Segons el cens del 2000, Woodmoor tenia 7.177 habitants, 2.374 habitatges, i 2.160 famílies. La densitat de població era de 437,1 habitants per km².
Dels 2.374 habitatges en un 46% hi vivien nens de menys de 18 anys, en un 85,9% hi vivien parelles casades, en un 3,4% dones solteres, i en un 9% no eren unitats familiars. En el 7,3% dels habitatges hi vivien persones soles l'1,9% de les quals corresponia a persones de 65 anys o més que vivien soles. El nombre mitjà de persones vivint en cada habitatge era de 3,02 i el nombre mitjà de persones que vivien en cada família era de 3,17.
Per edats la població es repartia de la següent manera: un 31% tenia menys de 18 anys, un 4,4% entre 18 i 24, un 25,1% entre 25 i 44, un 31,8% de 45 a 60 i un 7,7% 65 anys o més.
L'edat mediana era de 40 anys. Per cada 100 dones de 18 o més anys hi havia 100,6 homes.
La renda mediana per habitatge era de 97.359 $ i la renda mediana per família de 99.924 $. Els homes tenien una renda mediana de 76.333 $ mentre que les dones 38.301 $. La renda per capita de la població era de 38.758 $. Entorn de l'1,3% de les famílies i el 2,5% de la població estaven per davall del llindar de pobresa.

## Poblacions més properes
El següent diagrama mostra les poblacions més properes.